# André-Victor Cornil
Victor André Cornil (ur. 17 czerwca 1837 w Cusset, zm. 14 kwietnia 1908 w Mentonie) – francuski lekarz, histolog i patolog.

## Życiorys
Studiował medycynę w Paryżu, doktorem nauk medycznych został w 1860 roku. Później został członkiem Académie Nationale de Médecine i profesorem anatomii patologicznej. Pamiętany jest za prace w dziedzinie bakteriologii i histologii. W 1864 roku jako pierwszy opisał przewlekłe młodzieńcze zapalenie stawów, jednak bardziej pamiętany był późniejszy opis choroby autorstwa George'a Fredericka Stilla. W 1863 Cornil roku przedstawił dowody na prawdziwość hipotezy Guillaume Duchenne'a o przyczynie porażenia w poliomyelitis. Cornil i Richard Ladislaus Heschl jako pierwsi stosowali fiolet metylowy do barwienia amyloidu w preparatach histologicznych.
W 1865 roku Cornil założył razem z Louisem Antoine-Ranvierem prywatne laboratorium, w którym nauczał anatomii patologicznej. Razem z Victorem Babeșem opublikował pracę poświęconą zakażeniom bakteryjnym, Les bactéries et leur rôle dans l’anatomie et l’histologie pathologiques des maladies infectieuses, a z Ranvierem podręcznik histopatologii, Manuel d'histologie pathologique.

## Wybrane prace
- A. V. Cornil, V. Babès: Les bactéres et leur rôle dans l’anatomie et l’histologie pathologiques des maladies infectieuses. Paris: F. Alcan, 1885.